# Thymus aznavourii
Thymus aznavourii — вид рослин родини глухокропивові (Lamiaceae), поширений тільки в європейській частині Туреччини.

## Опис
Це малий кущ, квіткові стовбури якого від 3 до 5 (рідше до 10) см завдовжки. Листки довжиною від 9 до 10 мм і шириною від 1.7 до 2.0 мм. Вони шкірясті, більш-менш сидячі, ланцетні й звужені до основи, тупокінцеві, цілі і гладкі; основа війчаста; головна жилка добре видима, бокові жилки досить непомітні. Внутрішні приквітки мають довжину від 5 до 7 мм, ширину від 2 до 2.5 мм, яйцеподібні. Чашечка має довжину від 4 до 4.5 мм і рідко жовтувато залозисто крапчаста.

## Поширення
Ендемік Туреччини.